# 莺脰湖
莺脰湖是一个位于中国江苏省吴江区的淡水湖，面积约为1.84平方千米，属于长江区。它的一级流域为长江流域，二级流域为长江干流水系。